# Hittbergen

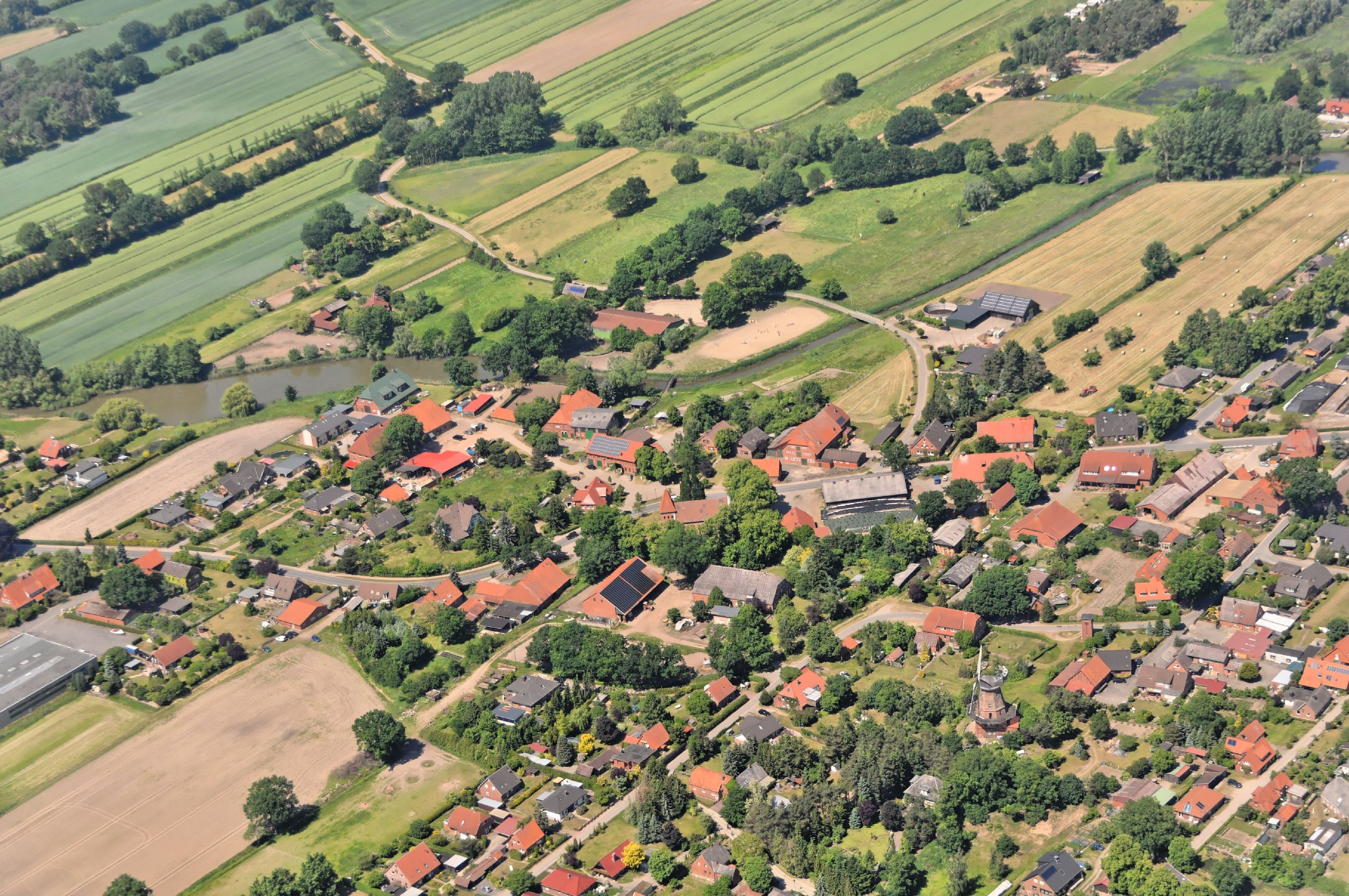
Hittbergen mit dem Flüsschen Marschwetter (2013)

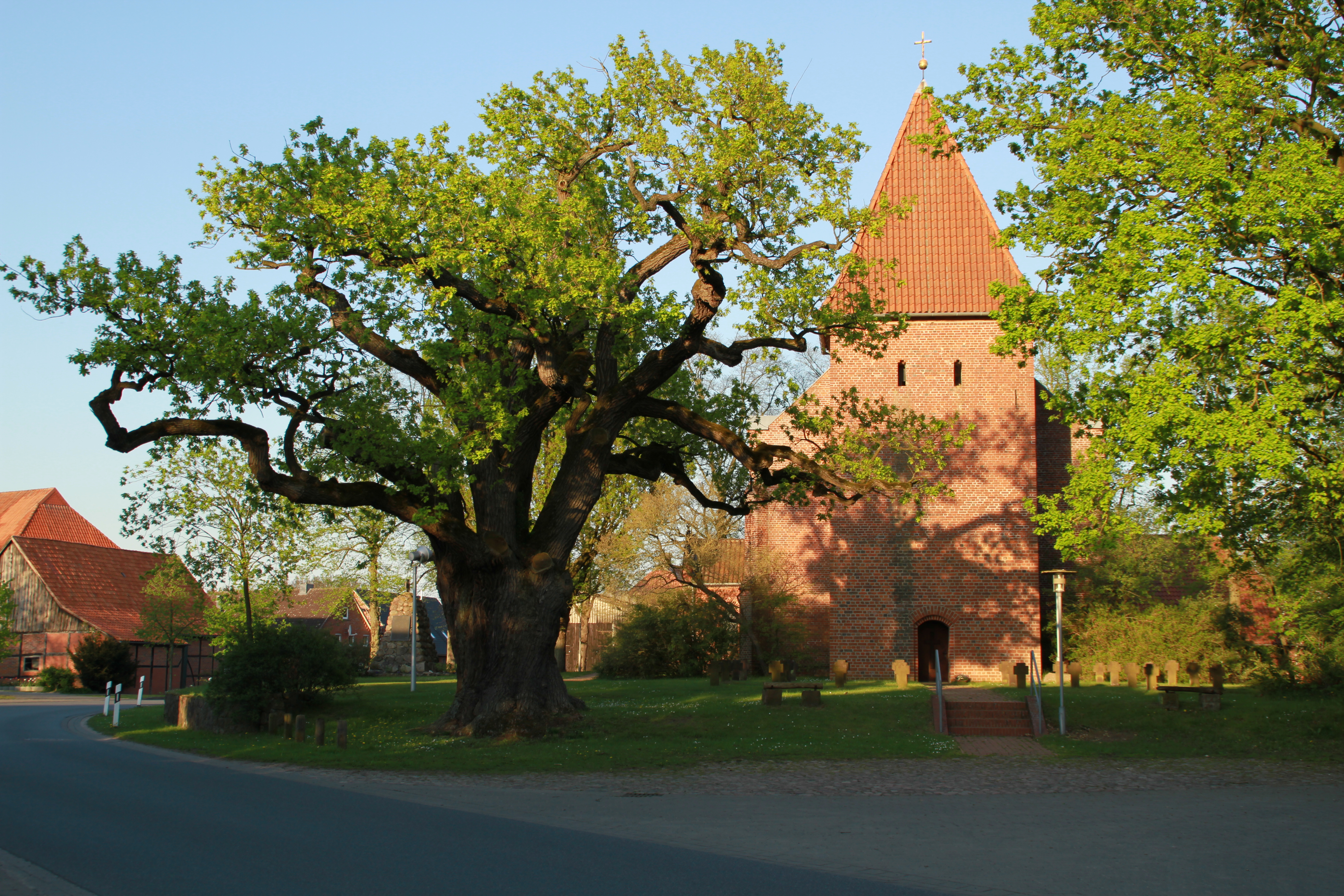
Tausendjährige Eiche vor der St.-Martins-Kirche (2016)

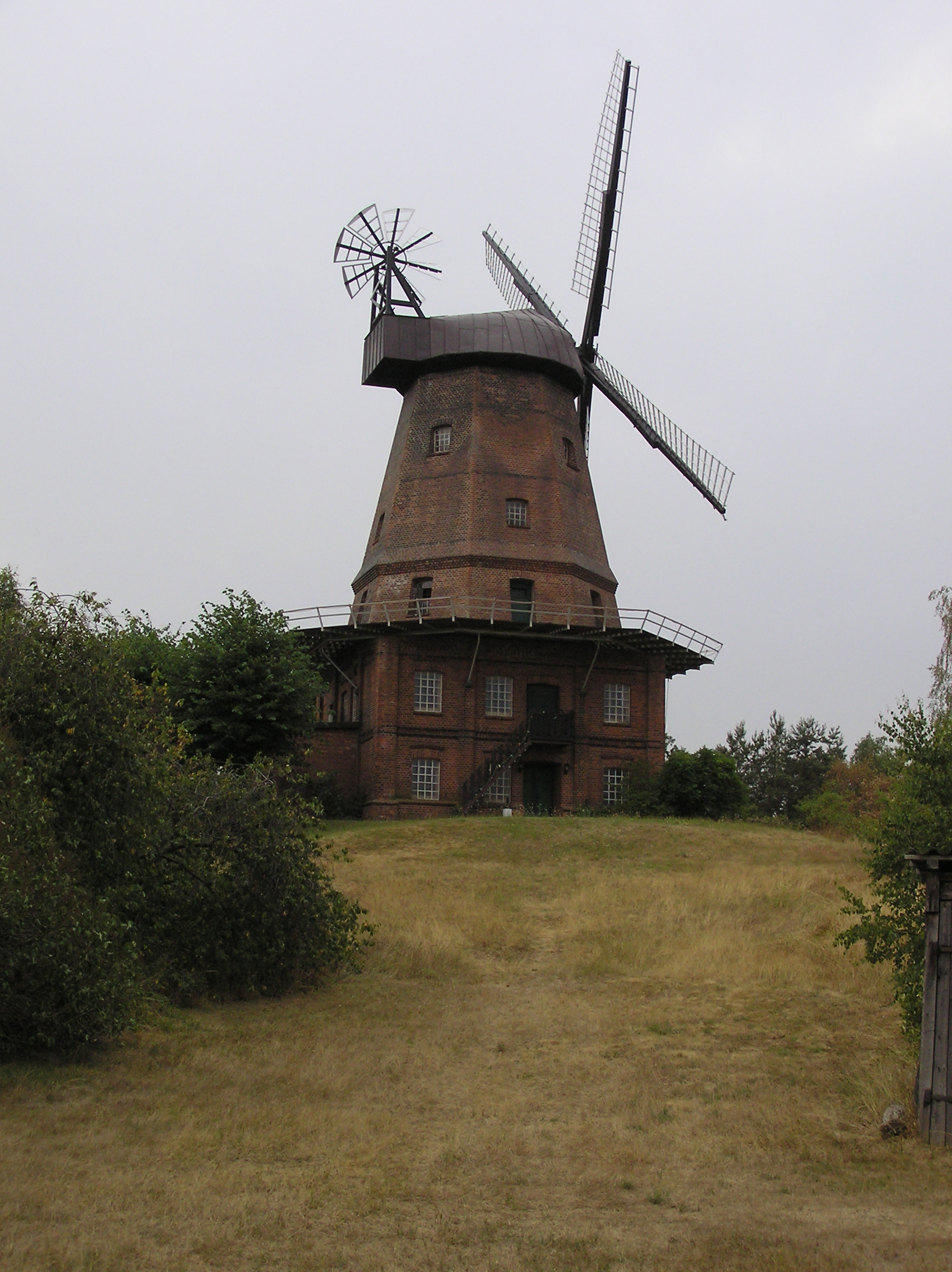
Galerieholländer-Windmühle (2006)

Hittbergen ist eine Gemeinde im Landkreis Lüneburg in Niedersachsen.

## Geografie
Hittbergen liegt westlich des Naturparks Elbufer-Drawehn in einer Elbmarschenlandschaft. Die Gemeinde gehört der Samtgemeinde Scharnebeck an, die ihren Verwaltungssitz in der Gemeinde Scharnebeck hat.
Hittbergen mit Barförde wird durch landwirtschaftliche Betriebe geprägt (893 Einwohner). Wahrzeichen dieser malerischen Gemeinde sind die Kirche mit der davor stehenden tausendjährigen Eiche und die Mühle.
Die Gemeinde Hittbergen liegt mit ihren Ortsteilen in einer typischen Elbmarschenlandschaft (im östlichen Teil auch Marschhufenlandschaft), die von vielen Wasserläufen, kleineren Gräben und größeren Vorflutern wie der Marschwetter und natürlich der Elbe selbst geprägt wird.
Weithin sichtbar ist ein weiteres Wahrzeichen von Hittbergen; die 1961 stillgelegte Windmühle, ein Galerieholländer. Flügelkreuz, Kappe und Windrose sind noch erhalten. Die Mühle dient heute als Wohnmühle. 1998/99 wurden an Mühlenkappe, Windrosen und Flügelwerk umfassende Restaurierungsarbeiten durchgeführt.
Hittbergen liegt auf einem Sandberg. Da der Sand sich in der Sonne aufheizt, könnte so der Name Hittbergen (Platt: heiße Berge) entstanden sein.
Teile des Ortes liegen auf Höhe der alten Deichkrone.

## Geschichte
Auf einem 1160 in Barförde (Berenvorde) stattfindenden Landtag beschwert sich der Dänenkönig Waldemar I. über die erfolgten Angriffe der Slawen bei Heinrich dem Löwen. Einer Vorladung zu dem Landtag leistete der Wendenfürst Niklot keine Folge.

### Herkunft des Ortsnamens
Alte Bezeichnungen des Ortes sind 1211 in uilla hethberge, 1216 in hethberge, 1264 in hetberge, 1275 iuxta Hetberge, 1302 In hidbergen, 1304 in Hethberghe und um 1306 in Hetberge ... Ludolfo de Hetberge. Die historischen Belege des Namens verraten, dass der Name ursprünglich nicht Hit(t)bergen, sondern wohl Hetberg lautete. Zunächst ist zu dem Namen zu bemerken, dass ein Berg im norddeutschen Flachland auch fünf bis zehn Meter hoch sein kann, um so bezeichnet zu werden, denn zweifellos enthält der Ortsname den Bestandteil „-berg“ und zwar als Singular (in hethberge, in hetberge). Formen mit auslautendem -n erscheinen erst mit Beginn des 15. Jahrhunderts. Schwieriger ist der erste Wortbestandteil zu erklären. Vermutlich liegt darin die Grundbedeutung „gebogen, geneigt, ausgehöhlt“. Hittbergen könnte deshalb „Ort der Schräge“ bedeuten.

### Eingemeindungen
Am 1. März 1974 wurde die Nachbargemeinde Barförde eingegliedert.

## Politik
Die Gemeinde Hittbergen gehört zum Landtagswahlkreis 48 Elbe und zum Bundestagswahlkreis 38 Lüchow-Dannenberg – Lüneburg.

### Gemeinderat
Dem Gemeinderat Hittbergen gehören neun Ratsfrauen und Ratsherren an. Die Ratsmitglieder werden durch eine Kommunalwahl für jeweils fünf Jahre gewählt.
Bei der Kommunalwahl 2021 ergab sich folgende Sitzverteilung:
- CDU: 5 Sitze
- FWH: 4 Sitze

Vorherige Sitzverteilungen:
| Wahljahr | CDU                                                                 | FWH | FDP | Gesamt  |
| 2016     | 5                                                                   | 3   | 1   | 9 Sitze |
|          | __________________________ FWH: Freie Wählergemeinschaft Hittbergen |     |     |         |

### Bürgermeister
Die ehrenamtliche Bürgermeisterin Petra Brosseit wurde am 28. Mai 2019 gewählt.

## Verkehr
- Hittbergen liegt östlich der Bundesstraße 209 Lüneburg–Lauenburg an der Elbuferstraße nach Bleckede, die in vier Kilometern erreichbar ist.